# Vuelta a España 2011
La 66.ª edición de la Vuelta Ciclista a España 2011 se disputó desde el sábado 20 de agosto hasta el domingo 11 de septiembre de 2011 entre las localidades de Benidorm y Madrid, con un recorrido de 3.320,2 km repartidos en un total de 21 etapas.
Diez lugares fueron salidas inéditas en la Vuelta Ciclista a España 2011, las de La Nucía, Petrel, Sierra Nevada, Úbeda, Almadén, Villacastín, Sarria, villa romana La Olmeda, Oyón (Faustino V) y Noja; mientras que también fueron finales inéditos de etapa Totana, San Lorenzo de El Escorial, Estación de Montaña Manzaneda, La Farrapona y Noja.
El ganador de la prueba fue el británico Chris Froome. Inicialmente, el vencedor había sido el español Juanjo Cobo, seguido de Froome, y, completando el podio, el compañero equipo de este último, el también británico Bradley Wiggins. No obstante, en junio de 2019, casi 8 años después de finalizada la prueba, Cobo fue desposeído del título debido a anomalías en su pasaporte biológico constituyendo así dopaje. Por tanto, el título fue para Chris Froome, Bradley Wiggins pasó a ser segundo y el tercer puesto lo ocupó el neerlandés Bauke Mollema.
En las clasificaciones y premios secundarios se impusieron David Moncoutié (montaña), Bauke Mollema (puntos) y Geox-TMC (equipos) y Adrián Palomares (combatividad). Cabe destacar las 3 victorias del eslovaco Peter Sagan en Córdoba, Pontevedra y Madrid.

## Equipos participantes

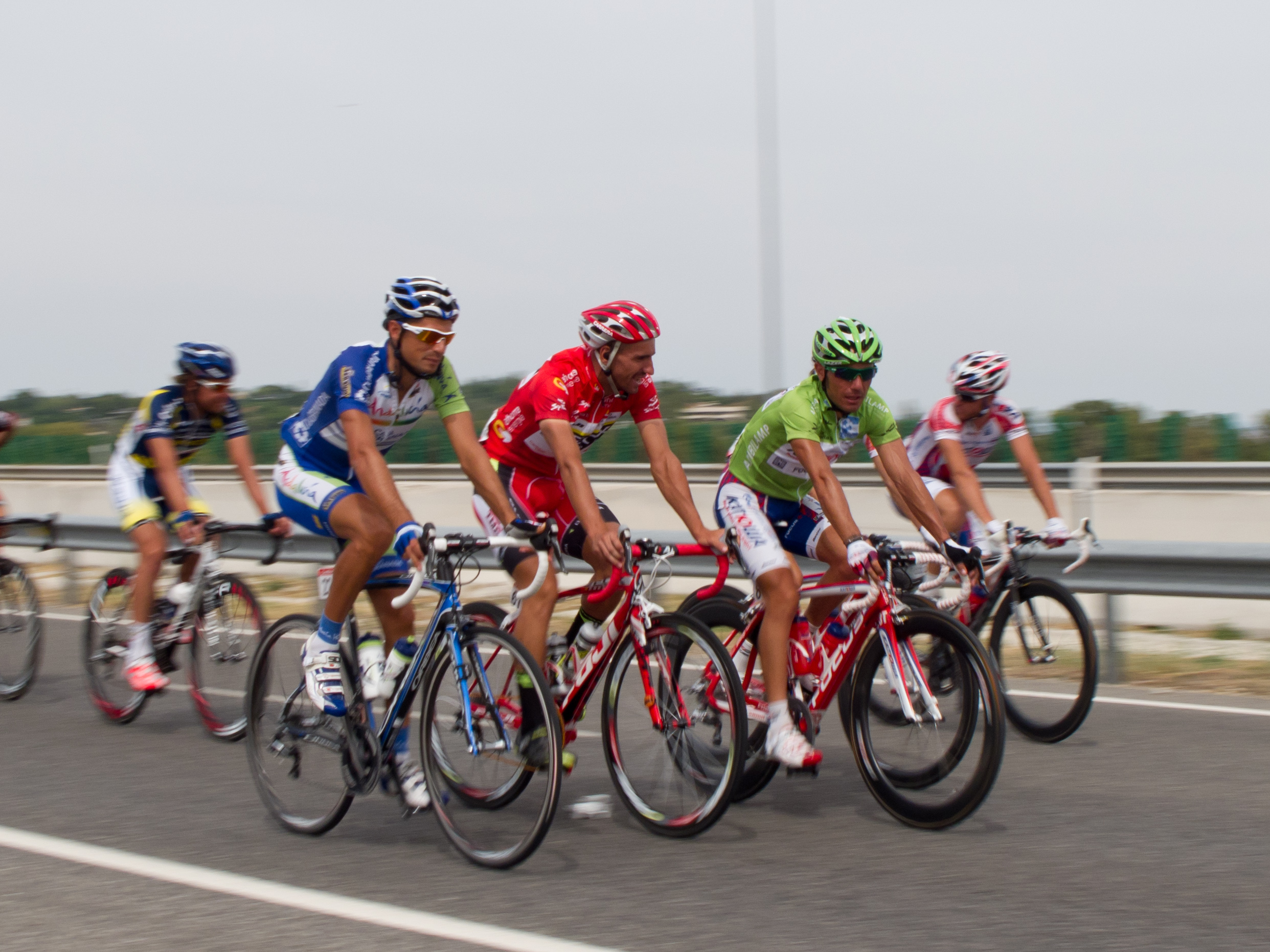
Juan José Cobo Acebo, portando el jersey rojo de líder.

Iban a participar los 18 equipos de categoría UCI ProTour (al tener obligada y asegurada su participación), más probablemente 4 de categoría Profesional Continental invitados por la organización que todos los pronósticos indicaban que serían los equipos del Andalucía Caja Granada, Skil-Shimano, Cofidis, le Crédit en Ligne y Caja Rural; detrás de estos, con opciones remotas de invitación, se situaron el Skil-Shimano y Colombia es Pasión-Café de Colombia. Finalmente entró el Skil-Shimano en lugar del Caja Rural. El director del Caja Rural, Floren Esquisabel, mostró su indignación ante tal decisión
Tras esta selección tomaron parte en la carrera 22 equipos: los 18 equipos de categoría ProTour; más 4 de categoría Profesional Continental invitados por la organización (Andalucía Caja Granada, Skil-Shimano, Cofidis, le Crédit en Ligne y Geox-TMC). Formando así un pelotón de 198 ciclistas (cerca del límite de 200 establecido para carreras profesionales), con 9 corredores cada equipo, de los que acabaron 167. Los equipos participantes fueron:
| ProTeams (18)- Ag2r La Mondiale - Astana - BMC Racing Team - Euskaltel-Euskadi - Garmin-Cervélo - HTC-Highroad - Katusha - Lampre-ISD - Leopard-Trek - Liquigas-Cannondale - Movistar Team - Omega Pharma-Lotto - Quick Step Cycling Team - Rabobank - Team RadioShack - Saxo Bank-Sungard - Sky ProCycling - Vacansoleil-DCM Equipos continentales profesionales (4)- Andalucía Caja Granada - Caja Rural - Geox-TMC - Skil-Shimano |
| |

Yukihiro Doi (Skil-Shimano) se convirtió en esta edición en el primer ciclista japonés de la historia en participar en la Vuelta, logrando acabar la carrera.

## Etapas
| Etapa      | Fecha     | Recorrido       | type                     | Distancia (km) | Ganador            | Líder                    |
| ---------- | --------- | --------------- | ------------------------ | -------------- | ------------------ | ------------------------ |
| 1.ª etapa  | 20 de ago |                 | contrarreloj por equipos | 13,5           | Leopard-Trek       | Jakob Fuglsang           |
| 2.ª etapa  | 21 de ago |                 | etapa llana              | 175,5          | Christopher Sutton | Daniele Bennati          |
| 3.ª etapa  | 22 de ago |                 | etapa llana              | 163            | Pablo Lastras      | Pablo Lastras            |
| 4.ª etapa  | 23 de ago |                 | etapa de montaña         | 170,2          | Dani Moreno        | Sylvain Chavanel         |
| 5.ª etapa  | 24 de ago |                 | etapa de media montaña   | 187            | Joaquim Rodríguez  | Sylvain Chavanel         |
| 6.ª etapa  | 25 de ago |                 | etapa de media montaña   | 196,8          | Peter Sagan        | Sylvain Chavanel         |
| 7.ª etapa  | 26 de ago |                 | etapa llana              | 187,6          | Marcel Kittel      | Sylvain Chavanel         |
| 8.ª etapa  | 27 de ago |                 | etapa de media montaña   | 177,3          | Joaquim Rodríguez  | Joaquim Rodríguez        |
| 9.ª etapa  | 28 de ago |                 | etapa de montaña         | 183            | Daniel Martin      | Bauke Mollema            |
| 10.ª etapa | 29 de ago |                 | contrarreloj individual  | 47             | Tony Martin        | Chris Froome             |
|            | 30 de ago | Día de descanso | Día de descanso          |                |                    |                          |
| 11.ª etapa | 31 de ago |                 | etapa de montaña         | 167            | David Moncoutié    | Bradley Wiggins          |
| 12.ª etapa | 1 de sep  |                 | contrarreloj individual  | 167,3          | Peter Sagan        | Bradley Wiggins          |
| 13.ª etapa | 2 de sep  |                 | etapa de montaña         | 158,2          | Michael Albasini   | Bradley Wiggins          |
| 14.ª etapa | 3 de sep  |                 | etapa de montaña         | 172,8          | Rein Taaramäe      | Bradley Wiggins          |
| 15.ª etapa | 4 de sep  |                 | etapa de montaña         | 142,2          | Juanjo Cobo        | Juanjo Cobo Chris Froome |
|            | 5 de sep  | Día de descanso | Día de descanso          |                |                    |                          |
| 16.ª etapa | 6 de sep  |                 | etapa escarpada          | 188,1          | Juan José Haedo    | Juanjo Cobo Chris Froome |
| 17.ª etapa | 7 de sep  |                 | etapa de montaña         | 211            | Chris Froome       | Juanjo Cobo Chris Froome |
| 18.ª etapa | 8 de sep  |                 | etapa de media montaña   | 174,6          | Francesco Gavazzi  | Juanjo Cobo Chris Froome |
| 19.ª etapa | 9 de sep  |                 | etapa de media montaña   | 158,5          | Igor Antón         | Juanjo Cobo Chris Froome |
| 20.ª etapa | 10 de sep |                 | etapa de media montaña   | 185            | Daniele Bennati    | Juanjo Cobo Chris Froome |
| 21.ª etapa | 11 de sep |                 | etapa llana              | 94,2           | Peter Sagan        | Juanjo Cobo Chris Froome |

Esta edición de La Vuelta fue la que más cambios de líder tuvo en toda su historia.

## Clasificaciones

### Clasificación general
| \| Clasificación general \| Clasificación general \| Clasificación general \| Clasificación general \| Clasificación general \| \| Ciclista \| Ciclista \| Equipo \| Tiempo \| \| \| --------------------- \| --------------------- \| --------------------- \| --------------------- \| --------------------- \| \| 1.º \| Juanjo Cobo \| Geox-TMC \| DES \| \| \| 1.º \| Chris Froome \| Team Sky \| 84 h 59 min 44 s \| \| \| 2.º \| Bradley Wiggins \| Team Sky \| + 1 min 26 s \| \| \| 3.º \| Bauke Mollema \| Rabobank \| + 1 min 50 s \| \| \| 5.º \| Denís Menshov \| Geox-TMC \| + 3 min 35 s \| \| \| 6.º \| Maxime Monfort \| Leopard-Trek \| + 4 min 00 s \| \| \| 7.º \| Vincenzo Nibali \| Liquigas-Cannondale \| + 4 min 18 s \| \| \| 8.º \| Jurgen van den Broeck \| Omega Pharma-Lotto \| + 4 min 32 s \| \| \| 9.º \| Dani Moreno \| Katusha \| + 5 min 07 s \| \| \| 10.º \| Mikel Nieve \| Euskaltel-Euskadi \| + 5 min 20 s \| \| \| 11.º \| Jakob Fuglsang \| Leopard-Trek \| + 5 min 37 s \| \| \| 12.º \| Chris Anker Sørensen \| Saxo Bank-Sungard \| + 6 min 51 s \| \| \| 13.º \| Daniel Martin \| Garmin-Cervélo \| + 7 min 09 s \| \| \| 14.º \| Marzio Bruseghin \| Movistar Team \| + 8 min 39 s \| \| \| 15.º \| Serguéi Lagutín \| Vacansoleil-DCM \| + 8 min 44 s \| \| \| 16.º \| Nicolas Roche \| AG2R La Mondiale \| + 10 min 12 s \| \| \| 17.º \| Wout Poels \| Vacansoleil-DCM \| + 11 min 29 s \| \| \| 18.º \| Robert Kiserlovski \| Astana \| + 13 min 14 s \| \| \| 19.º \| Joaquim Rodríguez \| Katusha \| + 14 min 54 s \| \| \| 20.º \| Carlos Sastre \| Geox-TMC \| + 19 min 55 s \| \| |                       |                     |                  |
| |                       |                     |                  |
| Fuente: ProCyclingStats |                       |                     |                  |
| Clasificación general |                       |                     |                  |
| Ciclista | Ciclista              | Equipo              | Tiempo           |
| 1.º | Juanjo Cobo           | Geox-TMC            | DES              |
| 1.º | Chris Froome          | Team Sky            | 84 h 59 min 44 s |
| 2.º | Bradley Wiggins       | Team Sky            | + 1 min 26 s     |
| 3.º | Bauke Mollema         | Rabobank            | + 1 min 50 s     |
| 5.º | Denís Menshov         | Geox-TMC            | + 3 min 35 s     |
| 6.º | Maxime Monfort        | Leopard-Trek        | + 4 min 00 s     |
| 7.º | Vincenzo Nibali       | Liquigas-Cannondale | + 4 min 18 s     |
| 8.º | Jurgen van den Broeck | Omega Pharma-Lotto  | + 4 min 32 s     |
| 9.º | Dani Moreno           | Katusha             | + 5 min 07 s     |
| 10.º | Mikel Nieve           | Euskaltel-Euskadi   | + 5 min 20 s     |
| 11.º | Jakob Fuglsang        | Leopard-Trek        | + 5 min 37 s     |
| 12.º | Chris Anker Sørensen  | Saxo Bank-Sungard   | + 6 min 51 s     |
| 13.º | Daniel Martin         | Garmin-Cervélo      | + 7 min 09 s     |
| 14.º | Marzio Bruseghin      | Movistar Team       | + 8 min 39 s     |
| 15.º | Serguéi Lagutín       | Vacansoleil-DCM     | + 8 min 44 s     |
| 16.º | Nicolas Roche         | AG2R La Mondiale    | + 10 min 12 s    |
| 17.º | Wout Poels            | Vacansoleil-DCM     | + 11 min 29 s    |
| 18.º | Robert Kiserlovski    | Astana              | + 13 min 14 s    |
| 19.º | Joaquim Rodríguez     | Katusha             | + 14 min 54 s    |
| 20.º | Carlos Sastre         | Geox-TMC            | + 19 min 55 s    |

### Clasificación por puntos
| Clasificación por puntos | Clasificación por puntos | Clasificación por puntos | Clasificación por puntos | Clasificación por puntos |
| Ciclista                 | Ciclista                 | Equipo                   | Puntos                   |                          |
| ------------------------ | ------------------------ | ------------------------ | ------------------------ | ------------------------ |
| 1.º                      | Bauke Mollema            | Rabobank                 | 122 pts                  |                          |
| 2.º                      | Joaquim Rodríguez        | Katusha                  | 115 pts                  |                          |
| 3.º                      | Daniele Bennati          | Leopard-Trek             | 101 pts                  |                          |
| 4.º                      | Peter Sagan              | Liquigas-Cannondale      | 100 pts                  |                          |
| 5.º                      | Juanjo Cobo              | Geox-TMC                 | DES                      |                          |
| 6.º                      | Chris Froome             | Team Sky                 | 88 pts                   |                          |
| 7.º                      | Dani Moreno              | Katusha                  | 83 pts                   |                          |
| 8.º                      | Wout Poels               | Vacansoleil-DCM          | 71 pts                   |                          |
| 9.º                      | Daniel Martin            | Garmin-Cervélo           | 70 pts                   |                          |
| 10.º                     | Bradley Wiggins          | Team Sky                 | 69 pts                   |                          |

### Clasificación de la montaña
| Clasificación de la montaña | Clasificación de la montaña | Clasificación de la montaña | Clasificación de la montaña | Clasificación de la montaña |
| Ciclista                    | Ciclista                    | Equipo                      | Puntos                      |                             |
| --------------------------- | --------------------------- | --------------------------- | --------------------------- | --------------------------- |
| 1.º                         | David Moncoutié             | Cofidis, le Crédit en Ligne | 63 pts                      |                             |
| 2.º                         | Matteo Montaguti            | AG2R La Mondiale            | 56 pts                      |                             |
| 3.º                         | Juanjo Cobo                 | Geox-TMC                    | DES                         |                             |
| 4.º                         | Daniel Martin               | Garmin-Cervélo              | 33 pts                      |                             |
| 5.º                         | Dani Moreno                 | Katusha                     | 32 pts                      |                             |
| 6.º                         | David de la Fuente          | Geox-TMC                    | 24 pts                      |                             |
| 7.º                         | Nico Sijmens                | Cofidis, le Crédit en Ligne | 22 pts                      |                             |
| 8.º                         | Chris Froome                | Team Sky                    | 21 pts                      |                             |
| 9.º                         | Chris Anker Sørensen        | Saxo Bank-Sungard           | 20 pts                      |                             |
| 10.º                        | Koen De Kort                | Skil-Shimano                | 19 pts                      |                             |

### Clasificación combinada
En la clasificación combinada se suman los puestos de los corredores en la clasificación general, la clasificación a puntos y la de la montaña. El corredor que menos puestos tenga en la suma de las tres camisas es el primero de la clasificación.
| Clasificación de la combinada | Clasificación de la combinada | Clasificación de la combinada | Clasificación de la combinada | Clasificación de la combinada |
| Ciclista                      | Ciclista                      | Equipo                        | Puntos                        |                               |
| ----------------------------- | ----------------------------- | ----------------------------- | ----------------------------- | ----------------------------- |
| 1.º                           | Juanjo Cobo                   | Geox-TMC                      | DES                           |                               |
| 1.º                           | Chris Froome                  | Team Sky                      | 16 pts                        |                               |
| 3.º                           | Bauke Mollema                 | Rabobank                      | 17 pts                        |                               |
| 4.º                           | Dani Moreno                   | Katusha                       | 21 pts                        |                               |
| 5.º                           | Daniel Martin                 | Garmin-Cervélo                | 26 pts                        |                               |

### Clasificación por equipos
| Clasificación por equipos | Clasificación por equipos | Clasificación por equipos | Clasificación por equipos |
| Equipo                    | Equipo                    | Tiempo                    |                           |
| ------------------------- | ------------------------- | ------------------------- | ------------------------- |
| 1.º                       | Geox-TMC                  | 254 h 32 min 28 s         |                           |
| 2.º                       | Leopard-Trek              | + 10 min 19 s             |                           |
| 3.º                       | Euskaltel-Euskadi         | + 16 min 44 s             |                           |
| 4.º                       | Katusha                   | + 43 min 18 s             |                           |
| 5.º                       | Ag2r La Mondiale          | + 43 min 27 s             |                           |
| 6.º                       | Rabobank                  | + 54 min 32 s             |                           |
| 7.º                       | Astana                    | + 58 min 56 s             |                           |
| 8.º                       | Liquigas-Cannondale       | + 1 h 01 min 51 s         |                           |
| 9.º                       | Movistar Team             | + 1 h 05 min 11 s         |                           |
| 10.º                      | Sky ProCycling            | + 1 h 09 min 45 s         |                           |

### Premio a la combatividad
|  | Ciclista         | Equipo ciclista        |
|  | Adrián Palomares | Andalucía Caja-Granada |

## Evolución de las clasificaciones
| Etapa                   |                          | Ganador _          | Clasificación general    | Puntos             | Montaña          | Combatividad        | Combinada                | Equipo          |
| ----------------------- | ------------------------ | ------------------ | ------------------------ | ------------------ | ---------------- | ------------------- | ------------------------ | --------------- |
| 1.ª etapa               | contrarreloj por equipos | Leopard-Trek       | Jakob Fuglsang           | no otorgado        | no otorgado      | Fabian Cancellara   | no otorgado              | Leopard-Trek    |
| 2.ª etapa               | etapa llana              | Christopher Sutton | Daniele Bennati          | Christopher Sutton | Paul Martens     | Adam Hansen         | Jesús Rosendo            | Leopard-Trek    |
| 3.ª etapa               | etapa llana              | Pablo Lastras      | Pablo Lastras            | Pablo Lastras      | Pablo Lastras    | Sylvain Chavanel    | Pablo Lastras            | Movistar Team   |
| 4.ª etapa               | etapa de montaña         | Dani Moreno        | Sylvain Chavanel         | Pablo Lastras      | Dani Moreno      | Thomas Rohregger    | Dani Moreno              | Team RadioShack |
| 5.ª etapa               | etapa de media montaña   | Joaquim Rodríguez  | Sylvain Chavanel         | Dani Moreno        | Dani Moreno      | Michael Albasini    | Dani Moreno              | Team RadioShack |
| 6.ª etapa               | etapa de media montaña   | Peter Sagan        | Sylvain Chavanel         | Joaquim Rodríguez  | Dani Moreno      | Martin Kohler       | Dani Moreno              | Team RadioShack |
| 7.ª etapa               | etapa llana              | Marcel Kittel      | Sylvain Chavanel         | Peter Sagan        | Dani Moreno      | Julien Fouchard     | Dani Moreno              | Team RadioShack |
| 8.ª etapa               | etapa de media montaña   | Joaquim Rodríguez  | Joaquim Rodríguez        | Joaquim Rodríguez  | Dani Moreno      | Adrián Palomares    | Dani Moreno              | Team RadioShack |
| 9.ª etapa               | etapa de montaña         | Daniel Martin      | Bauke Mollema            | Joaquim Rodríguez  | Daniel Martin    | Sebastian Lang      | Bauke Mollema            | Geox-TMC        |
| 10.ª etapa              | contrarreloj individual  | Tony Martin        | Chris Froome             | Joaquim Rodríguez  | Daniel Martin    | Tony Martin         | Bauke Mollema            | Leopard-Trek    |
| 11.ª etapa              | etapa de montaña         | David Moncoutié    | Bradley Wiggins          | Joaquim Rodríguez  | Matteo Montaguti | Adrián Palomares    | Bauke Mollema            | Team RadioShack |
| 12.ª etapa              | contrarreloj individual  | Peter Sagan        | Bradley Wiggins          | Joaquim Rodríguez  | Matteo Montaguti | Adam Hansen         | Bauke Mollema            | Team RadioShack |
| 13.ª etapa              | etapa de montaña         | Michael Albasini   | Bradley Wiggins          | Joaquim Rodríguez  | David Moncoutié  | Amets Txurruka      | Dani Moreno              | Team RadioShack |
| 14.ª etapa              | etapa de montaña         | Rein Taaramäe      | Bradley Wiggins          | Joaquim Rodríguez  | David Moncoutié  | David de la Fuente  | Bauke Mollema            | Geox-TMC        |
| 15.ª etapa              | etapa de montaña         | Juanjo Cobo        | Juanjo Cobo Chris Froome | Joaquim Rodríguez  | David Moncoutié  | Simon Geschke       | Juanjo Cobo Chris Froome | Geox-TMC        |
| 16.ª etapa              | etapa escarpada          | Juan José Haedo    | Juanjo Cobo Chris Froome | Joaquim Rodríguez  | David Moncoutié  | Jesús Rosendo       | Juanjo Cobo Chris Froome | Geox-TMC        |
| 17.ª etapa              | etapa de montaña         | Chris Froome       | Juanjo Cobo Chris Froome | Bauke Mollema      | David Moncoutié  | Johannes Fröhlinger | Juanjo Cobo Chris Froome | Geox-TMC        |
| 18.ª etapa              | etapa de media montaña   | Francesco Gavazzi  | Juanjo Cobo Chris Froome | Joaquim Rodríguez  | David Moncoutié  | Sérgio Paulinho     | Juanjo Cobo Chris Froome | Geox-TMC        |
| 19.ª etapa              | etapa de media montaña   | Igor Antón         | Juanjo Cobo Chris Froome | Joaquim Rodríguez  | David Moncoutié  | Igor Antón          | Juanjo Cobo Chris Froome | Geox-TMC        |
| 20.ª etapa              | etapa de media montaña   | Daniele Bennati    | Juanjo Cobo Chris Froome | Joaquim Rodríguez  | David Moncoutié  | Carlos Barredo      | Juanjo Cobo Chris Froome | Geox-TMC        |
| 21.ª etapa              | etapa llana              | Peter Sagan        | Juanjo Cobo Chris Froome | Bauke Mollema      | David Moncoutié  | Adrián Palomares    | Juanjo Cobo Chris Froome | Geox-TMC        |
| Clasificaciones finales | Clasificaciones finales  |                    | Chris Froome             | Bauke Mollema      | David Moncoutié  | Adrián Palomares    | Chris Froome             | Geox-TMC        |

## La Vuelta Ciclista a España en el País Vasco

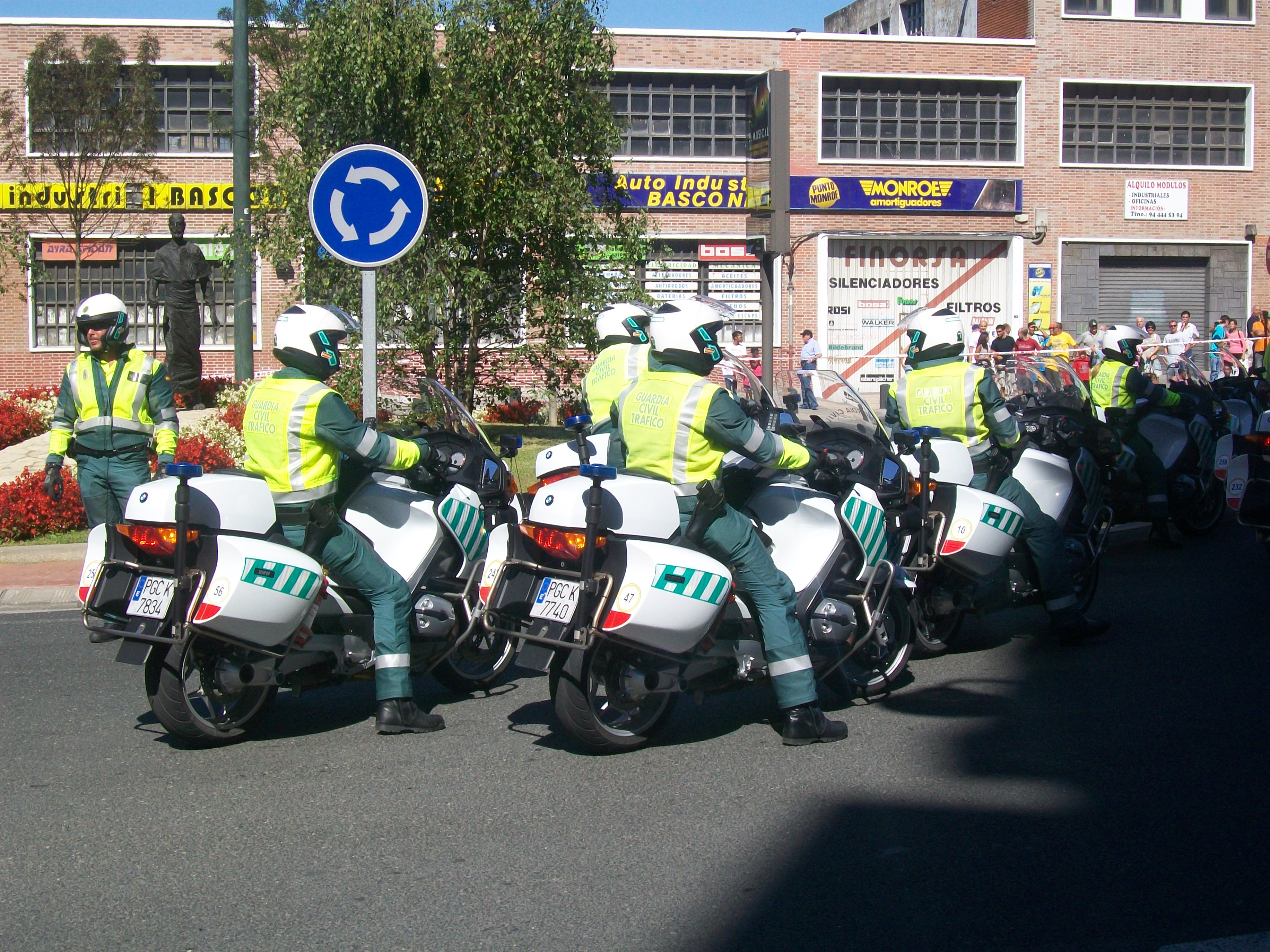
La Guardia Civil controlando la carrera en Zorroza (Bilbao).

Esta edición n.º 66 de la Vuelta Ciclista a España 2011 destacó por el hecho de volver oficialmente al País Vasco después de 33 años de ausencia, si bien ya pasó extraoficialmente por Lanestosa en la de 2005 durante un corto trayecto de 2,8 km debido a un desvío. Durante esos años había pasado por todas las demás comunidades autónomas y provincias de España -incluso las insulares-; también había visitado otros países como Andorra, Francia, Portugal, Holanda y Bélgica. El hecho destacaba sobremanera ya que tradicionalmente la ronda española se había caracterizado por la multitud de etapas en esa zona, incluso siendo una de las comunidades que más ha visitado a lo largo de la historia a pesar de ese largo parón, debido a que su primer patrocinador fue el diario con sede en Bilbao El Correo Español. El Pueblo Vasco.
Pese a alguna protesta pacífica por diversos motivos, no hubo incidentes importantes. Solo destacaron algunos insultos aislados a la Guardia Civil, debidos a que en teoría la encargada de controlar las etapas debía ser la Ertzaintza (como lo son las otras policías autónomas a su paso de cualquier evento deportivo por su comunidad). 
La anulación del paso por el centro de Elorrio (ayuntamiento históricamente gobernado por Batasuna, supuestos instigadores de la anulación de dicho paso), donde había una meta volante que se trasladó a Arroyabe, se achacó a motivos de protesta. Sin embargo, todo se debió al corte de sus calles centrales debido a las fiestas de la localidad. Esos pequeños cambios de última hora son comunes debido a motivos logísticos o de aglomeración recomendados por las autoridades locales a pesar de ya saberse con mucha antelación el paso de la ronda por dicho lugar.
Estas protestas tuvieron más repercusión mediática que otras de similares características ocurridas en otras comunidades autónomas en los últimos años e incluso que otras que sí tuvieron clara intención de cortar la carrera o que provocaron el desvío de esta.

## Banda sonora oficial
En esta ocasión la sintonía de la Vuelta Ciclista a España perteneció a la canción titulada «Como yo», del grupo español La Fe de Manuela.